# Odruch Bezolda-Jarischa
Odruch Bezolda-Jarischa – odruch z mechanoreceptorów znajdujących się w ścianie lewej komory serca, prowadzący do bradykardii oraz rozszerzenia naczyń krwionośnych (spadku ciśnienia krwi).

## Patofizjologia
Rozciąganie ściany lewej komory powoduje pobudzenie mechanoreceptorów w ścianie lewej komory. Prowadzi to do zwiększenia aktywności dosercowych włókien nerwu X i hamowania aktywności włókien współczulnych skierowanych do serca i do naczyń. Efektem odruchu jest zwolnienie rytmu serca i rozszerzenie naczyń krwionośnych.
Odruch ten zmniejsza pracę serca i odciąża je w sytuacji nadmiernego przeciążenia. Powoduje także rozszerzenie naczyń nerkowych (w odróżnieniu od odruchu z baroreceptorów tętniczych). Odruchowi towarzyszą zaburzenia autonomiczne: nudności, wymioty, zblednięcie, potliwość, dyskomfort w nadbrzuszu.
Niekiedy dochodzi do paradoksalnego pobudzenia mechanoreceptorów lewej komory serca pod wpływem zmniejszenia jej wypełnienia w wyniku krwotoku, lub nagłego ubytku krwi krążącej np. w pozycji stojącej (omdlenie wazowagalne). Małe wypełnienie lewej komory w rozkurczu powoduje, że podczas skurczu izowolumetrycznego ściany jej ulegają pofałdowaniu i wypuklają się do wnętrza, deformacja ta pobudza mechanoreceptory. Odruch może być też wywołany farmakologicznie (kapsaicyna, serotonina, weratrydyna).
Odruch ma znaczenie podczas zawału mięśnia sercowego (jako chemoodruch wieńcowy), gdy uwalniają się z serca substancje aktywujące go, wywołując bradykardię i obniżenie ciśnienia tętniczego. Zmiany te uważa się za efekty odruchowe, w których istotną rolę odgrywają chemoreceptory w śródbłonku naczyń wieńcowych, bezmielinowe włókna C oraz włókna aferentne i eferentne nerwów błędnych.